# Mołdawia zachodnia
Mołdawia zachodnia (także Mołdawia Rumuńska) – część regionu historycznego i geograficznego Mołdawia w środkowo-wschodniej Europie, obecnie należy do Rumunii. 

## Geografia
Mołdawia obejmuje tereny Wyżyny Mołdawskiej, pomiędzy Karpatami Wschodnimi i Prutem.
Łączna populacja regionu przekracza 4 miliony mieszkańców.
Główne miasta:
- Jassy
- Gałacz
- Suczawa
- Piatra Neamț

## Historia
W 1775 r. północne obszary Hospodarstwa Mołdawskiego (Bukowinę) zostały przyłączone do imperium Habsburgów, w którego granicach pozostawały (początkowo jako część Galicji, a od 1849 r. jako Księstwo Bukowiny) do 1918 r. Z kolei w 1812 r. Rosja zagarnęła wschodnią część Hospodarstwa – Besarabię i Budziak; podział ten okazał się trwały (z wyjątkiem krótkiego epizodu w okresie międzywojennym i podczas II wojny światowej, oraz przyłączenia Budziaku do hospodarstwa mołdawskiego w latach 1856–1878) i spowodował stopniowo narastające zróżnicowanie dwóch części Mołdawii. Podczas gdy ziemie Besarabii pozostawały w granicach Rosji, pozostałej części historycznej Mołdawii, wciąż stanowiącej hospodarstwo, udało się (dzięki słabnięciu imperium osmańskiego i rywalizacji mocarstw) uzyskać autonomię (której zakres stopniowo się zwiększał od czasu zakończenia wojny krymskiej). W latach 1859–1866 za panowania Aleksandra Jana Cuzy doszło do zjednoczenia hospodarstwa Mołdawii z hospodarstwem Wołoszczyzny i powstania Rumunii. 
Podczas gdy zachodnia Mołdawia uczestniczyła w procesie kształtowania się i konsolidacji nowoczesnego państwa rumuńskiego, mieszkańcy pozostającej pod rządami rosyjskimi Besarabii nie uczestniczyli w procesie budowy rumuńskiej tożsamości narodowej, co zapoczątkowało różnicowanie się tożsamości etnicznej mieszkańców wschodniej oraz zachodniej Mołdawii. Ponowne połączenie całej Mołdawii w granicach Rumunii nastąpiło dopiero w 1918 r. (Rumunia wykorzystała wojnę domową w Rosji i rozpad Austro-Węgier), jednak było krótkotrwałe: w 1940 r. ZSRR (który nie uznał przyłączenia wschodniej Mołdawii do Rumunii i w 1924 r. na części ziem ukraińskich na prawym brzegu Dniestru powołał nawet Mołdawską Autonomiczną SRR zmusił Rumunię poprzez ultimatum z groźbą użycia siły do oddania mu Besarabii, Budziaku, a także północnej części Bukowiny. Budziak i Bukowina zostały przyłączone do Ukraińskiej SRR, a z Besarabii oraz niewielkich fragmentów na lewym brzegu Dniestru utworzono Mołdawską SRR. 
Ustalone wówczas granice okazały się trwałe – chociaż w latach 1941–1944 ponownie cała Mołdawia znalazła się w granicach Rumunii, po II wojnie światowej podział Mołdawii powrócił do stanu z 1940 r. Z tego też powodu zróżnicowanie obu części Mołdawii po II wojnie światowej narastało. W 1991 r. dawna Mołdawska SRR ogłosiła niepodległość (powstała Republika Mołdawii, zaś pozostałe ziemie historycznej Mołdawii w granicach ZSRR stały się częścią niepodległej Ukrainy. W 1994 r. odbyło się w Republice Mołdawii referendum na temat zjednoczenia z Rumunią, jednak zdecydowana większość mieszkańców opowiedziała się za utrzymaniem samodzielności. Kwestia potencjalnego zjednoczenia była jednak jedną z przyczyn secesji części Republiki Mołdawii położonej na lewym brzegu Dniestru, gdzie powstało nieuznawane na międzynarodowej arenie politycznej Naddniestrze (w 1992 r. doszło do wojny; od kilku lat toczą się rozmowy mające na celu rozwiązanie problemu).

## Podział administracyjny
Mołdawia Zachodnia dzieli się na 8 okręgów (rum. județ, l.mn. județe):
- Okręg Suczawa
- Okręg Botoszany
- Okręg Neamț
- Okręg Jassy
- Okręg Bacău
- Okręg Vaslui
- Okręg Vrancea
- Okręg Gałacz.

6 okręgów ujęte w Północno-Wschodni Region rozwoju Rumunii, oraz okręgi Vrancea i Gałacz włączone w Region Południowo-Wschodni.